# Ørsnes
Ørsnes est une localité du comté de Nordland, en Norvège.

## Géographie
Administrativement, Ørsnes fait partie de la kommune de Vågan.